# Хеликс (издавачка кућа)
Хеликс издавачка кућа је основана 2005. године и фокусира се на издавање научно популарних књига. Хеликс је највећа издавачка кућа научно популарних књига у Србији и током година је издала књиге неких од најпознатијих светских популаризатора науке попут Мичио Какуа, Карла Сејгана, Ричарда Докинса, Брајана Кокса, Дејвида Раупа, Ричарда Фајнмана и многих других. Издали су и књиге домаћих аутора попут Лазара Џамића и Милана М. Ћирковића.

## Остале књиге
Издавачка кућа Хеликс је реализовала пројекат Идентитети: истрајност у потрази за људским вредностима у европској књижевности, који укључује издавање романа и збирка прича. Овај пројекат је део програма Креативна Европа.
Креативна Европа је програм Европске комисије за подршку секторима у области културе и медија. Сврха програма је промовисање културне разноликости и европског културног наслеђа. У оквиру програма су дефинисана два потпрограма, Култура и Медији. Потпрограм Култура омогућава сарадњу између културних и креативних организација разних европских земаља. Потпрограм Медији усмерен је на јачање аудиовизуелног сектора, али и на промовисање примене дигиталних технологија у медијима.